# 高兰
高兰（1909年—1987年），原名郭德浩，笔名黑沙、郭浩、浩、齐云等，男，黑龙江瑷珲人，中国诗人，曾任山东大学教授, 中国作家协会山东分会副主席。